# Jerzy Kossowski
Jerzy Kossowski, född 18 juli 1889 i Lwow, död 16 juni 1969 i Rio de Janeiro, var en polsk författare.
Jerzy Kossowski ägnade sig efter juridiska, filosofiska och konsthistoriska studier åt journalistik 1909–1912. Han deltog i första världskriget och belönades med tapperhetsmedalj i guld, intresserade för teaterverksamhet som skådespelare 1923–1927 och som teaterdirektör. Förutom dramatiska arbeten utgav Kossowski romaner och noveller, som Zielona kadra ("Den gröna kadern", 1927), noveller med motiv från första världskriget, och Biały folwark ("Den vita utgården", 1932).